# Marre
Marre é uma comuna francesa na região administrativa de Grande Leste, no departamento de Meuse. Estende-se por uma área de 10,2 km². Em 2010 a comuna tinha 170 habitantes (densidade: 16,7 hab./km²).